# Massís de Famara

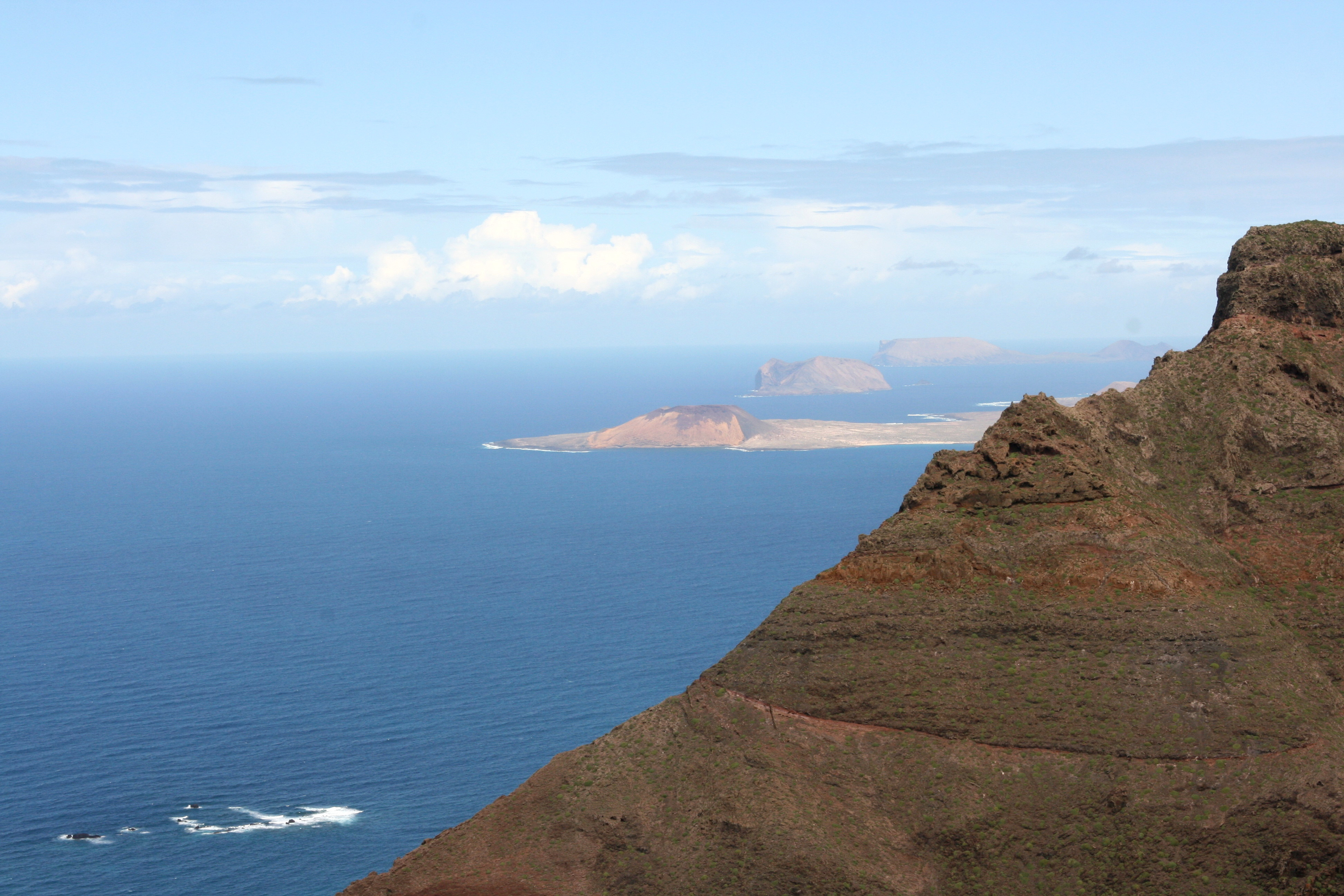
Teguise, Massís de Famara i l'Arxipèlag Chinijo

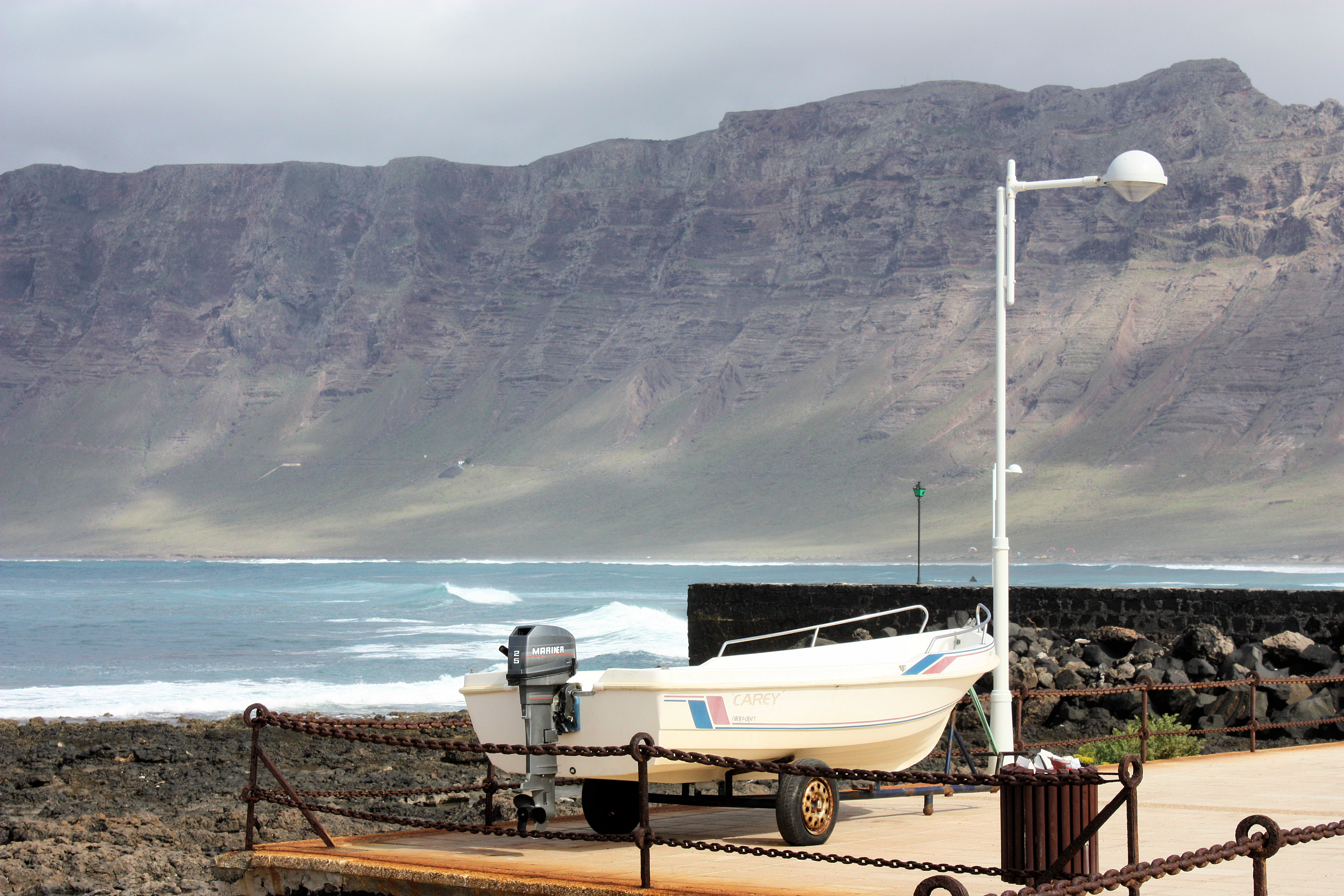
La Caleta de Famara

El Massís de Famara és el massís muntanyenc més important de l'illa de Lanzarote, a les Illes Canàries. Està situat al nord de l'illa. És d'origen volcànic i té una longitud de 23 quilòmetres. L'altitud màxima és de 670 metres (les Penyes del Chache). S'estén pels termes de Teguise i Haría. Pel vessant oest forma un penya-segat sobre la platja de Famara i l'oceà Atlàntic.
Actualment és un parc natural (declarat pel Decret 89/1986, de 9 de maig, de Declaració del Parc Natural dels Illots del Nord de Lanzarote i dels Cingles de Famara i reclassificat per la Llei 12/1994, de 19 de desembre, d'Espais Naturals de Canàries com a parc natural).
L'espai va estar habitat en temps dels guanxes i dedicat al pasturatge. Gens queda dels horts antics. Les Cases de Famara acullen pocs habitants ocasionals actualment. Queden restes d'una ermita. Tot i així, en el Racó s'ha aixecat una urbanització turística i el poble de La Caleta de Famara està creixent per l'atractiu de la seva platja.
Actualment l'ajuntament d'Haría ha aprovat crear el Centre d'Interpretació de la Flora Endèmica del Massís de Famara. Aquest centre s'ubicarà a l'antic Mirador d'Haría.
La fesomia del Massís de Famara té el seu origen en el vulcanisme de la Sèrie I. S'han diferenciat etapes d'activitat volcànica separades entre si per etapes erosives, a partir dels paleosols que s'intercalen en l'estratigrafia. S'estima que avui es conserva la meitat de la formació. Famara apareix com un arc còncau obert al mar, resultat dels penya-segats excavats sobre colades de basalts subhoritzontals.